# Giuseppe Fieschi
Pour les articles homonymes, voir Fieschi (homonymie).
Giuseppe Fieschi ou Joseph Fieschi est un conspirateur français, né le 13 décembre 1790 à Murato en Corse et mort le 19 février 1836 à Paris. Il est l'organisateur d'un attentat à la « machine infernale » le 28 juillet 1835 contre Louis-Philippe et la famille royale, qui manqua son but mais fit dix-huit morts dont treize tués sur le coup. Il fut condamné à mort et guillotiné avec deux de ses complices.

## Biographie

### Jeunesse et carrière militaire
Né dans une misérable famille de bergers à Murato le 13 décembre 1790, Giuseppe Fieschi (né Guelfi, Fieschi étant le nom de sa mère) connaît une enfance difficile ponctuée de drames familiaux : en 1804 (30 thermidor an XII), son père Louis est arrêté et condamné à 6 ans de prison agrémentés d’une exposition sur la grande place de Bastia pour le vol de 8 jambons. Il meurt, le 8 mars 1808, pendant sa détention à la prison d'Embrun. Dans le même temps, le frère aîné de Giuseppe, Thomas, trouve la mort en combattant pour l’Empereur.
À son tour, Giuseppe Fieschi s’engage, en 1806, à seize ans, dans l’armée de Napoléon Bonaparte. Cet engagement dans l’armée lui permet alors de s’instruire en lui donnant accès à la lecture et à l’écriture. Dans le même temps, il fait la preuve d’un certain courage face au danger. Il se distingue notamment durant la bataille de Polotsk : à la suite de la mort de son officier supérieur, Fieschi prend la tête d’un groupe de soldats et met en déroute une centaine de cosaques, malgré plusieurs blessures qui l’entravent. 22 cosaques seront faits prisonniers et la bravoure dont il fait preuve lui vaut d’être décoré.
Par la suite, Fieschi se met au service du roi de Naples Joachim Murat et participe, avec bravoure, aux campagnes napoléoniennes de 1812 à 1814. Il est à nouveau décoré le 26 avril 1814 de l’ordre royal des Deux-Siciles. Cependant, il ne tarde pas à trahir ses chefs en livrant des renseignements aux Autrichiens, ce qui facilite la victoire de ces derniers à la bataille de Tolentino les 2 et 3 mai 1815.
Par la suite, il usurpera l'identité d'un homonyme et prétendra avoir suivi Murat lors de la guerre napolitaine.

### La prison et le service du Roi

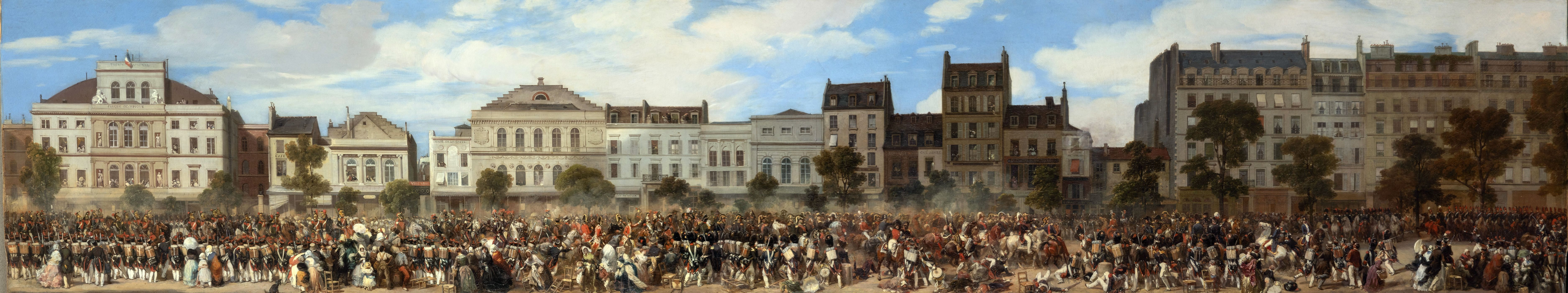
Attentat de Fieschi, le 28 juillet 1835. Par Eugène Lami, 1845. Château de Versailles.

Fieschi rejoint alors la Corse où il se retrouve seul et sans ressources. Un conflit va alors l’opposer à sa sœur et à son beau-frère : Fieschi réclame la part de l’héritage paternel censée lui revenir, celle-ci refuse tout partage, déclarant que le père n’avait rien laissé. Fieschi s’empare alors d’un bovin et contrefait un certificat de propriété à la mairie de Bastia. Dénoncé, il est arrêté puis condamné en 1819 par la cour d'assises de Bastia à dix ans de réclusion et à exposition sur la place publique, après une évasion.
Emprisonné dans la prison d’Embrun là-même où est décédé son père une dizaine d'années plus tôt, Fieschi est affecté à l’atelier de draperie. Il passe rapidement contremaître, puis chef de cuisine à l’infirmerie. Par ailleurs, il fait connaissance d’une détenue nommée Laurence Petit et entame avec elle une relation. En 1826, Fieschi est libéré après avoir purgé entièrement sa peine.
Profitant des connaissances dans le tissage et la draperie acquises en prison, il exerce le métier de drapier jusqu’à la révolution de 1830, notamment à la manufacture royale de Villeneuvette. En septembre de cette année-là, il monte à Paris où le nouveau roi Louis-Philippe réhabilite les anciens prisonniers politiques condamnés sous la Restauration. Profitant donc de la loi d’amnistie du 26 août 1830 et s’appuyant sur ses récompenses militaires, il réclame alors le grade de sous-lieutenant dans le service actif et présente sa condamnation sous les Bourbons comme une condamnation politique contre son passé dans l’armée napoléonienne.
Obtenant gain de cause, Fieschi est incorporé dans le 61e régiment d'infanterie de ligne, mais uniquement au grade de sergent. Devant ses protestations, le ministre l’affecte à la garde d’une maison de détention dans la 5e compagnie de sous-officiers vétérans à Poissy. Par la suite, il est affecté à la 3e compagnie des sous-officiers sédentaires à Paris. Dans le même temps, il s’installe avec Laurence Petit au 7, rue Buffon, à proximité de la caserne du Jardin du Roi où est affectée la 3e compagnie (non loin du muséum national d'histoire naturelle).
Parallèlement, il devient instructeur à la baïonnette au gymnase militaire et obtient l’estime de personnes illustres en tant qu’ancien condamné politique. Un certain M. Lavocat prend contact avec lui. Ce dernier est un ancien sous-lieutenant de la Garde impériale, impliqué sous la Restauration dans de nombreux complots, condamné à mort et gracié, et devenu depuis les Trois Glorieuses lieutenant-colonel de la Garde nationale et député des Ardennes. Il recommande Fieschi au ministre de l’Intérieur et lui confie des missions de confiance. Fieschi travaille aussi pour le préfet de police Baude qui lui reconnaît une grande capacité de courage dans certaines expéditions contre les opposants au régime. Le Corse fréquente en effet les sociétés républicaines pour donner ensuite des renseignements à Lavocat qu’il prévient d’ailleurs régulièrement de tentatives d’assassinat. Fieschi devient ainsi indicateur de la police de Louis-Philippe pendant trois ans. Cependant, après le départ du préfet Baude, Fieschi est de moins en moins sollicité et se sent frustré de ne pas être reconnu à sa juste valeur.
Dans le même temps, son couple avec Laurence Petit se dégrade et celle-ci s’absente de plus en plus souvent du logement. Giuseppe devient alors l’amant de Nina, la fille de Laurence Petit, issue d’un premier mariage, tout juste âgée de 15 ans.
Dans ce climat d’échec conjugal et de manque de reconnaissance sociale, Fieschi commence à fréquenter les tripots du Palais-Royal et perd son poste de chef d’atelier après avoir détourné une somme pour payer une dette de jeu. De plus, différentes enquêtes découvrent des falsifications de certificats produits devant la commission des prisonniers politiques. Une procédure criminelle est alors engagée en 1834 pour escroquerie et usage de faux. Or Fieschi se trouvait en position de récidive après sa précédente condamnation de 10 ans. Il se retrouve alors obligé de se cacher et sans aucune ressource.

### Le comploteur

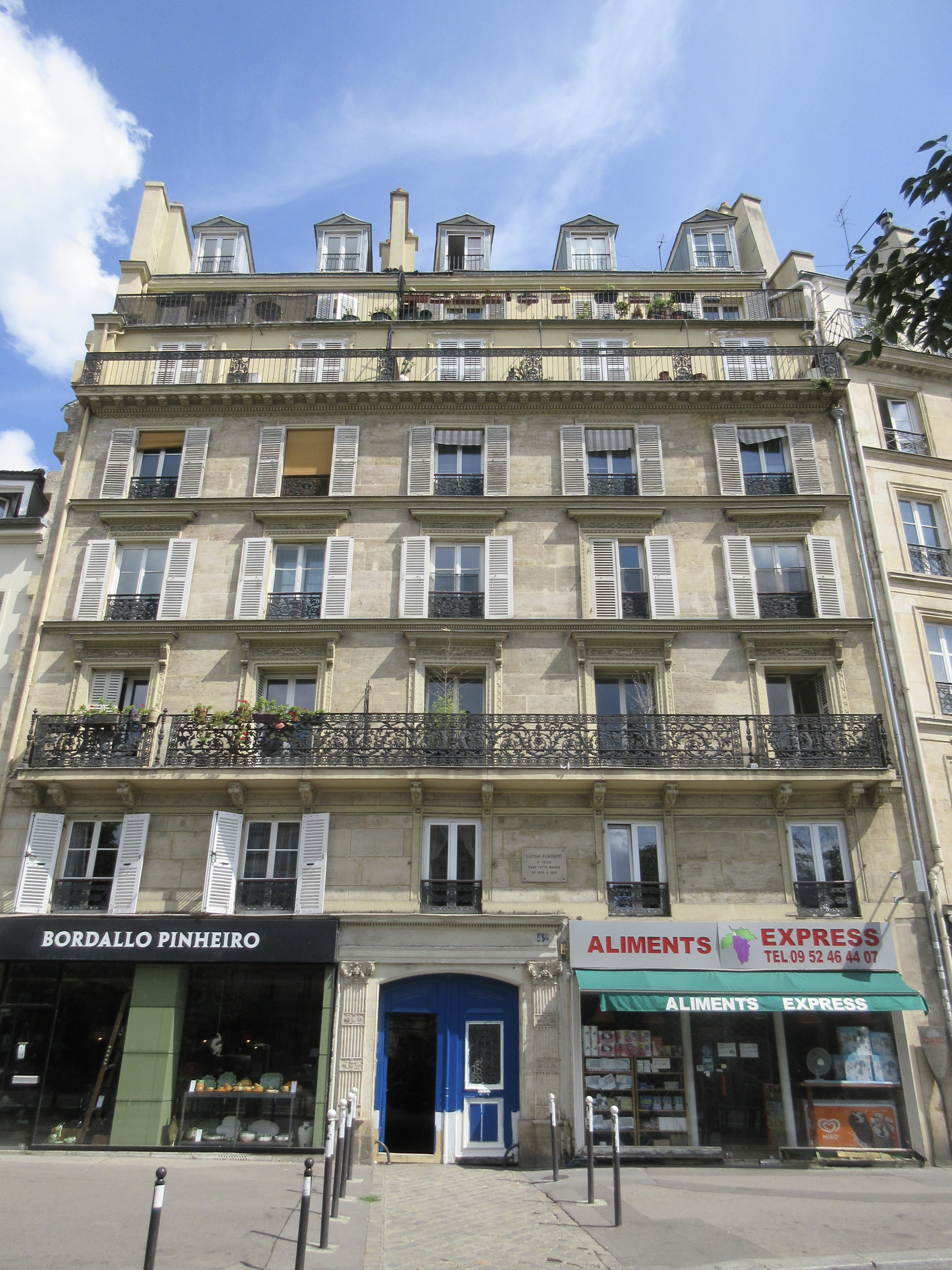
Le 42, boulevard du Temple où fut conçue la machine infernale.
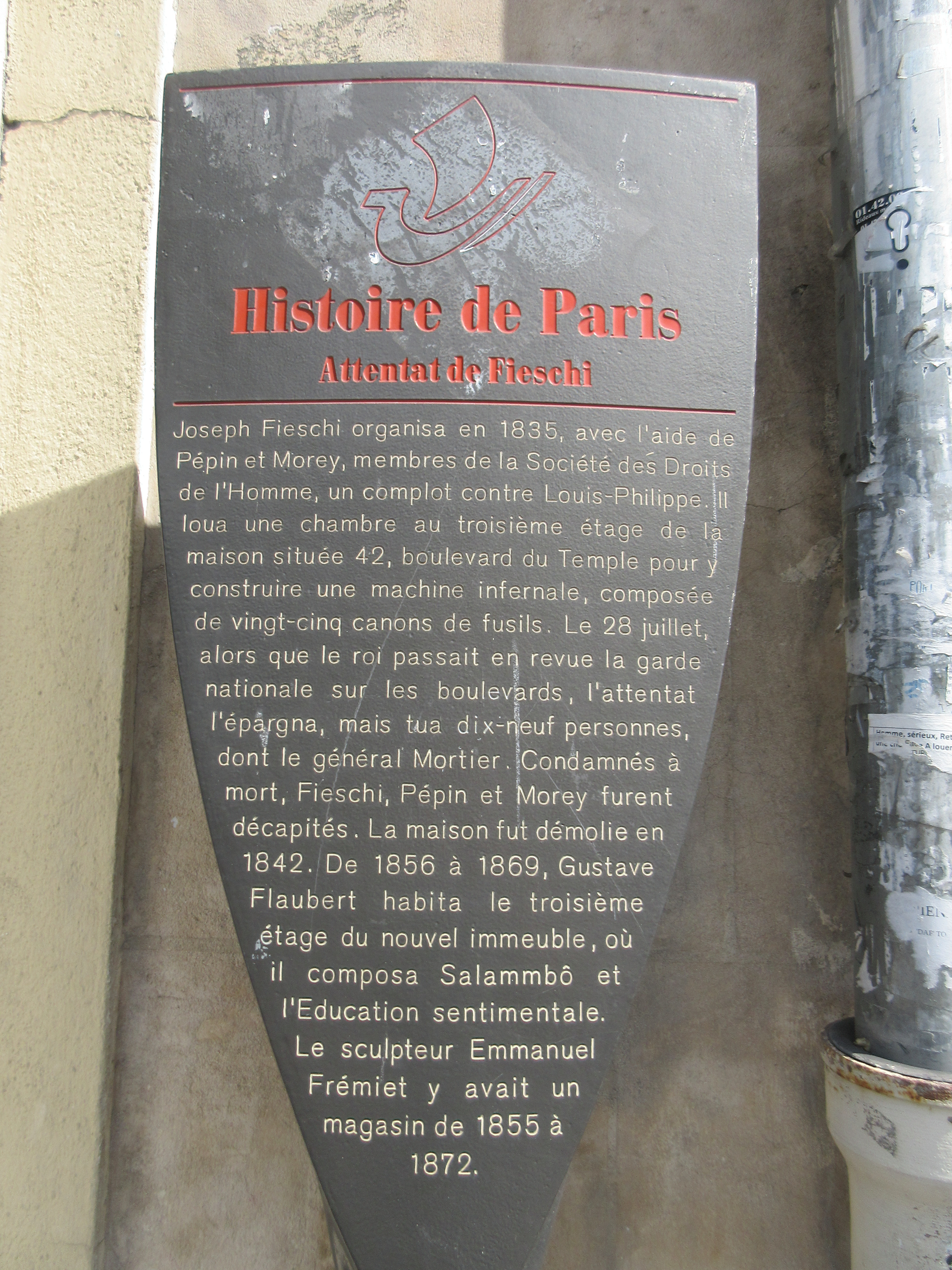
Panneau Histoire de Paris « Attentat de Fieschi ».
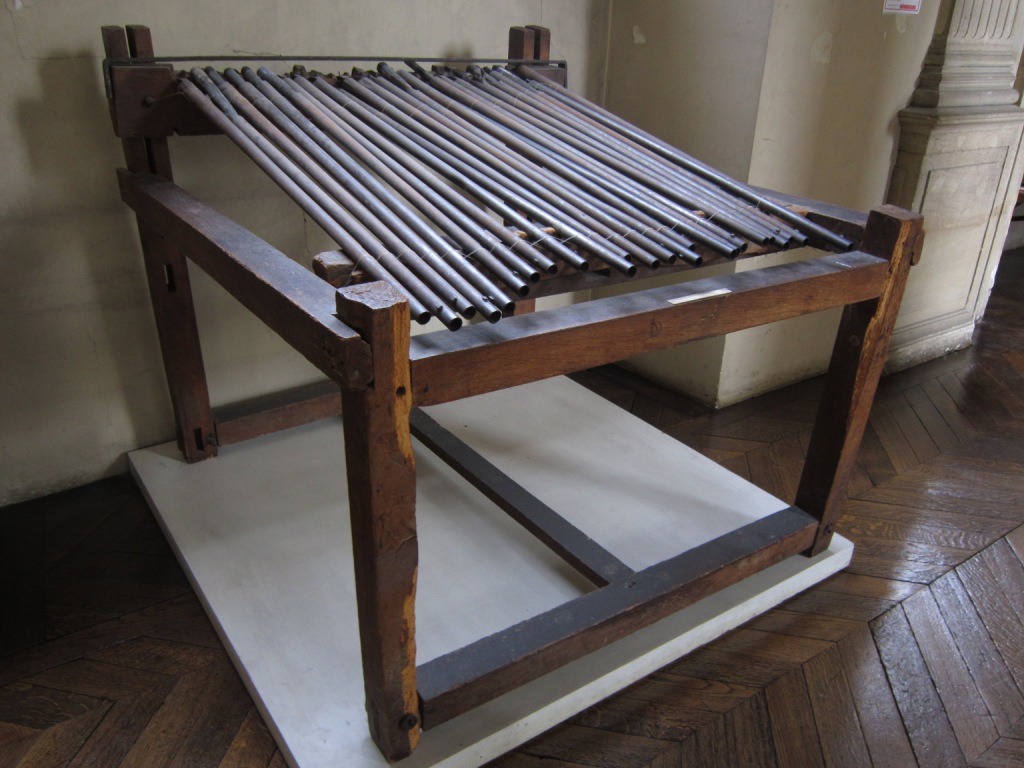
Machine infernale de Fieschi (Archives nationales).

Souvent catalogué comme anarchiste, Fieschi est en vérité dépourvu de véritables convictions politiques. Laurence Petit expliqua ainsi aux enquêteurs que celui-ci était « un homme d’argent et voilà tout ». Fieschi lui-même aurait déclaré à un témoin que « peu importe le parti auquel il s’attacherait, il s’agissait pour lui d’argent et que pour de l’argent il ferait tout ce qu’on voudrait ». Il apparaît également révolté contre sa propre condition plus que contre la société et le régime établi. Or dans sa situation, il ne trouve secours qu’auprès de ceux qui projettent alors un attentat contre Louis-Philippe.
Il trouve ainsi l’aide d’un militant républicain nommé Pierre Morey, cordonnier de son état et lecteur de Louis Antoine de Saint-Just et de Robespierre. Celui-ci est alors membre de la Société des droits de l’homme, organisation républicaine interdite à la fin de l’année 1833. Il accepte d’abriter Fieschi pendant deux mois.
L'homme qui n’a alors plus rien à perdre montre de l’intérêt pour le projet des comploteurs, preuve une nouvelle fois de son goût pour l’action. Il fait ainsi la connaissance de Théodore Pépin, républicain également. Fieschi loue une chambre au 42, boulevard du Temple, pour concevoir et construire la fameuse « machine infernale » faite de vingt-cinq canons de fusils juxtaposés et placée sur l'appui de la fenêtre d'une maison. L'épicier Pépin s'est engagé à financer la réalisation de la machine,.
En effet, à l'occasion de l'anniversaire de la révolution de Juillet, le 28 juillet 1835, Louis-Philippe doit passer en revue la garde nationale sur les grands boulevards. Malgré les rumeurs d'attentat, il refuse d'annuler la revue à laquelle il se rend entouré des aînés de ses fils — d'Orléans, Nemours, Joinville —, de plusieurs ministres, parmi lesquels le duc de Broglie et Thiers, ainsi que de nombreux maréchaux et officiers.
Placée à la hauteur du 50, boulevard du Temple, la « machine infernale » explose, peut-être par accident. Miraculeusement, le roi n'a qu'une éraflure au front, ses fils sont indemnes, tandis que le maréchal Mortier est tué sur le coup avec dix autres personnes. Parmi les dizaines de blessés, sept mourront dans les jours suivants. Il y a en tout 18 morts et 42 blessés.
L'attentat soulève une vague d'indignation et d'épouvante. Lamartine pour parler de Fieschi écrit qu'il n'existe pas « de nature semblable dans la boue de Paris,. » Tous les souverains d'Europe, à l'exception notable de l'empereur de Russie Nicolas Ier, envoient des messages de sympathie à Louis-Philippe, dont le sang-froid fait remonter en flèche la popularité. Même l'archevêque de Paris, Mgr de Quélen, légitimiste dont les relations avec le roi des Français sont plus que fraîches, vient en personne aux Tuileries accompagné de ses vicaires généraux et publie une lettre pastorale condamnant « un attentat contre lequel l'Église n'a que des anathèmes », ce qui ne l'empêche pas, lors du Te Deum officiel à Notre-Dame, d'accueillir Louis-Philippe par un discours plein de sous-entendus.

### Le procès

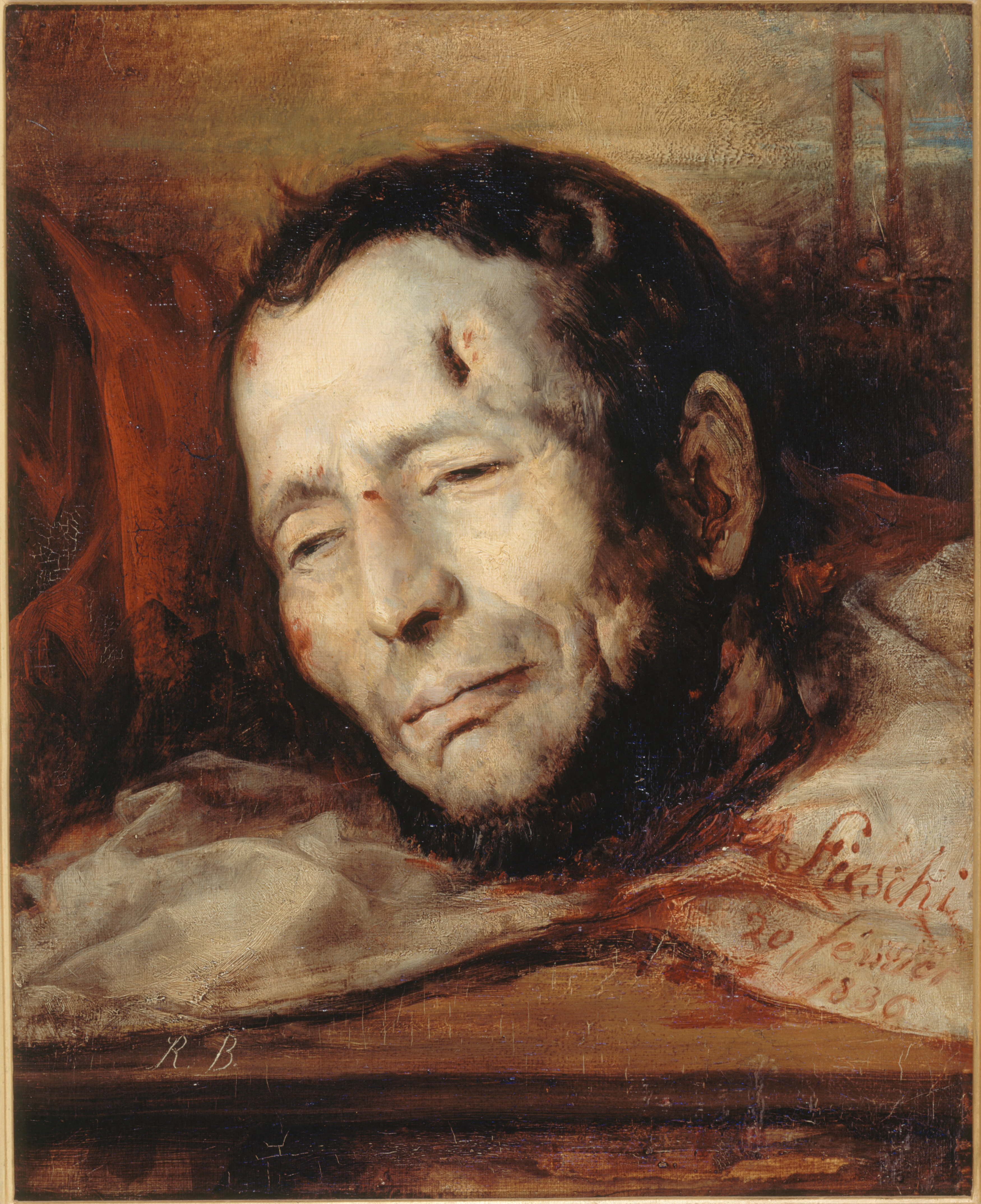
La tête de Giuseppe Fieschi le lendemain de son exécution, le 20 février 1836, par Jacques Raymond Brascassat.

Blessé par son dispositif, Fieschi est arrêté quelques minutes après l'attentat. Quelques jours plus tard, la police arrête ses complices, Pierre Théodore Florentin Pépin, l'artificier, et Pierre Morey. Le procès s'ouvre le 30 janvier 1836 devant la Chambre des pairs, compétente en vertu de l'article 28 de la Charte de 1830 pour juger les attentats contre la sûreté de l'État. Fieschi est défendu par deux avocats, Gustave Louis Chaix d'Est-Ange et un compatriote François Marie Patorni de Bastia.
Le procès est suivi avec passion. L'arquebusier Le Page (devenu Fauré Le Page en 1868) est appelé comme expert officiel. Fieschi se révèle un aventurier paranoïaque, vaniteux, arrogant et avide d’attirer l’attention sur lui. Il apparaît comme un pur caractériel, sans motivations politiques ou idéologiques. C'est un classique des annales de la criminologie.
Il est guillotiné barrière Saint-Jacques à Paris, ainsi que ses deux complices le 19 février 1836 à 8 heures du matin. Un comparse, le lampiste Boireau, est condamné à vingt ans de réclusion.
Sa tête fut examinée par plusieurs médecins : Louis Francisque Lélut, François Leuret, Dumoutier, Peisse Gauert, Debout. Le peintre Antoine Chazal dessina le cerveau et Jacques Raymond Brascassat la peignit, le tableau est conservé à Paris, musée Carnavalet (inv. P 1 070). D'autres peintres représentèrent la tête de Fieschi : Hugues Fourau et François-Gabriel Lépaulle.
L’attentat contre Louis-Philippe contribua considérablement à jeter l’opprobre sur les républicains qui furent par la suite sévèrement réprimés, avec notamment des lois répressives - connues sous le nom de lois de septembre 1835, appelées aussi « les lois infernales » - en particulier la loi sur la presse du 9 septembre 1835 - entrant en vigueur en réponse à la passion suscitée par l’attentat.

### Sources
Cet article comprend des extraits du Dictionnaire Bouillet. Il est possible de supprimer cette indication, si le texte reflète le savoir actuel sur ce thème, si les sources sont citées, s'il satisfait aux exigences linguistiques actuelles et s'il ne contient pas de propos qui vont à l'encontre des règles de neutralité de Wikipédia.